# Герб на Добрич
Гербът на Добрич е създаден от художниците Никола Богданов и Янко Атанасов, след проведен конкурс от Община град Добрич и е утвърден от Държавна комисия за пластични изкуства през 1971 г.

Над снопа класове, на шийката на щита, с възрожденски шрифт е изписано името на града, получено след Освобождението на България – „Добрич“.

Гербът на Добрич присъства като елемент на знамето на общината, на официалния печат на общината, и на почетната грамота за заслуги към община Добрич.

## Композиция
Извадки от НАРЕДБА за символите и отличията на Община град Добрич:
| „ | Гербът представлява стройна, добре организирана пластична композиция от символи, които имат значение, както за града, така и за Добруджа, чийто център се явява той. Гербът има форма на щит – класически символ на град-крепост или охранявано място. В горната част на щита, като корона стои архитектурен елемент – кобилица, характерна за общественото строителство в град Добрич през българското Възраждане. В средата на щита е изобразен сноп от класове. Този символ има две значения: - на добруджанска земя кан Аспарух създава първите български селища и първата българска държава. Снопът е символ на единството и величието на българския народ. - пшеничните класове са символ на плодородието, на щедростта на добруджанската равнина. Над снопа, на шийката на щита, с възрожденски шрифт е изписано името на града получено след Освобождението на България през 1878 г. – „Добрич“. Щитът е пурпурночервен – символ на достолепието на българските царе и българската държавност. Снопът, името на града и опасващият щита контур са позлатени – символ на благополучието на жителите на град Добрич. | “ |